# FC Groningen
Az FC Groningen egy holland labdarúgócsapat, melynek székhelye Groningenben van.

## Története
Az FC Groningen előtt már több klub is létezett a városban, ilyenek voltak a Be Quick 1887 vagy a Velocitas FC. A közvetlen jogelőd eredeti neve GVAV volt.
A klubot 1971. június 16-án alapította a Groningeni Labdarúgó és Atlétikai Szövetség (ez utóbbi 1921. január 26-án alakult meg). 1980-ban jutottak fel először az élvonalba. A klub meghatározó játékosai voltak a Koeman-fivérek, Erwin Koeman és Ronald Koeman valamint a védekező középpályás Jan van Dijk valamint Arjen Robben . Az előbbi három  vezérletével sikerült a csapatnak első ízben európai kupasorozatba jutni, amikor az 1982-83-as szezonban az UEFA-Kupában indulhattak. A klub történetének eddigi legjobb eredménye az 1991-es bronzérem. A következő szezonban ötödik lett, ekkor mindkét idényt követően jogot szerzett ismét magának az UEFA-kupa-indulásra. Az első, bronzérem utáni szezonban, 1991-ben már az első körben, a FC Rot-Weiß Erfurt ellen búcsúzott. A következő idényben, miután a bajnokságban ötödik lett, az 1992-93-as kiírásban egy magyar csapat, a Dunakanyar-Vác FC ellen ugyancsak már az első körben kiesett.
A klub meze 1991-ig folyamatosan változott, ekkortól használják a ma is viselt zöld-fehér csíkos felsőt a hazai mérkőzéseken.
A Groningen 2000 óta folyamatosan az első osztály tagja, ekkor jutott fel az Eredivisie-be a másodosztály rájátszásának megnyerése után. A feljutást követően a legjobb eredmény egy ötödik hely volt a zöld-fehér klub részéről 2006-ban és 2011-ben, amely mindössze két pozícióval rosszabb, mint a legjobb első osztályú eredmény, amely egy harmadik hely volt még 1991-ben.

## Jelenlegi keret
2022. május 28-án lett frissítve
| #  |     | Poszt | Név                    |
| -- | --- | ----- | ---------------------- |
| 1  | NED | K     | Peter Leeuwenburgh     |
| 2  | SUR | V     | Damil Dankerlui        |
| 3  | NED | V     | Bart van Hintum        |
| 5  | NED | V     | Mike te Wierik         |
| 6  | NED | KP    | Laros Duarte           |
| 7  | SVK | KP    | Tomáš Suslov           |
| 8  | NED | CS    | Michael de Leeuw       |
| 9  | NOR | CS    | Jørgen Strand Larsen   |
| 10 | SWE | KP    | Daleho Irandust        |
| 11 | MAR | CS    | Mohamed El Hankouri () |
| 12 | NED | V     | Radinio Balker         |
| 14 | BEL | KP    | Emmanuel Matuta        |
| 15 | SWE | V     | Yahya Kalley           |
| 16 | NED | K     | Jan Hoekstra           |

| #  |     | Poszt | Név                                                     |
| -- | --- | ----- | ------------------------------------------------------- |
| 17 | TUN | CS    | Sebastian Tounekti (kölcsönben a Bodø/Glimt csapatától) |
| 18 | NED | V     | Melayro Bogarde (kölcsönben a Hoffenheim csapatától)    |
| 19 | SWE | CS    | Paulos Abraham                                          |
| 20 | CRO | V     | Marin Šverko                                            |
| 21 | NED | V     | Neraysho Kasanwirjo                                     |
| 25 | NED | K     | Jan de Boer                                             |
| 26 | NED | KP    | Daniël van Kaam                                         |
| 27 | BEL | CS    | Cyril Ngonge                                            |
| 29 | NED | CS    | Romano Postema                                          |
| 32 | ITA | KP    | Luciano Valente                                         |
| 33 | SWE | CS    | Alex Mortensen (kölcsönben a Kalmar FF csapatától)      |
| 39 | NED | K     | Owen van der Vlag                                       |
| 40 | NED | V     | Bjorn Meijer                                            |
|    | SWE | KP    | Ramon Pascal Lundqvist                                  |

## Nemzetközi mérkőzések
UC = UEFA-koefficiens,

### GVAV
| Szezon | Kupa           | Kör        | Ország | Klub            | Eredmény  | UC  |
| ------ | -------------- | ---------- | ------ | --------------- | --------- | --- |
| 1967   | Intertotó-kupa | Csoportkör | FRA    | Lille OSC       | 1-3*, 1-2 | 0.0 |
|        |                |            | SUI    | FC Sion         | 1-0*, 1-3 | 0.0 |
|        |                |            | BEL    | Beerschot VAC   | 0-0*, 1-1 | 0.0 |
| 1969   | Intertotó-kupa | Csoportkör | DEN    | BK Frem         | 2-2*, 2-0 | 0.0 |
|        |                |            | CZE    | Dukla Pardubice | 1-2*, 1-2 | 0.0 |
|        |                |            | AUT    | Linzer ASK      | 1-0*, 0-0 | 0.0 |

### FC Groningen
| Szezon  | Kupa           | Kör        | Ország | Klub               | Eredmény            | UC  |
| ------- | -------------- | ---------- | ------ | ------------------ | ------------------- | --- |
| 1983/84 | UEFA-kupa      | 1R         | ESP    | Atlético de Madrid | 1-2 , 3-0*          | 4.0 |
|         |                | 1/8        | ITA    | Internazionale     | 2-0*, 1-5 (Bari)    | 4.0 |
| 1986/87 | UEFA-kupa      | 1R         | IRL    | Galway             | 5-1*, 3-1           | 8.0 |
|         |                | 2R         | SUI    | Xamax              | 0-0*, 1-1           | 8.0 |
|         |                | 1/8        | POR    | FC Vitória         | 1-0*, 0-3           | 8.0 |
| 1988/89 | UEFA-kupa      | 1R         | ESP    | Atlético de Madrid | 1-0*, 1-2           | 5.0 |
|         |                | 2R         | SUI    | FC Servette        | 2-0*, 1-1           | 5.0 |
|         |                | 1/8        | GER    | VfB Stuttgart      | 1-3*, 0-2           | 5.0 |
| 1989/90 | KEK            | 1R         | DEN    | Ikast FS           | 1-0*, 2-1           | 6.0 |
|         |                | 1/8        | YUG    | Partizan           | 4-3*, 1-3           | 6.0 |
| 1991/92 | UEFA-kupa      | 1R         | NDK    | Erfurt             | 0-1*, 0-1           | 0.0 |
| 1992/93 | UEFA-kupa      | 1R         | HUN    | Vác                | 0-1, 1-1*           | 1.0 |
| 1995    | Intertotó-kupa | Csoportkör | CZE    | Boby Brno          | 2-1                 | 0.0 |
|         |                | Csoportkör | BUL    | Veliko Tarnovo     | 3-0*                | 0.0 |
|         |                | Csoportkör | BEL    | KSK Beveren        | 2-2                 | 0.0 |
|         |                | Csoportkör | ROM    | Piatra Neamț       | 0-0*                | 0.0 |
| 1996    | Intertotó-kupa | Csoportkör | TUR    | Gaziantepspor      | 1-1*                | 0.0 |
|         |                | Csoportkör | EST    | JK Trans Narva     | 4-1                 | 0.0 |
|         |                | Csoportkör | HUN    | Vasas              | 1-1*                | 0.0 |
|         |                | Csoportkör | BEL    | Lierse SK          | 1-2                 | 0.0 |
| 1997    | Intertotó-kupa | Csoportkör | YUG    | Čukarički          | 1-0*                | 0.0 |
|         |                | Csoportkör | BUL    | Szpartak Várna     | 2-0                 | 0.0 |
|         |                | Csoportkör | ROM    | Gloria Bistrița    | 4-1*                | 0.0 |
|         |                | Csoportkör | FRA    | Montpellier        | 0-3                 | 0.0 |
| 2006/07 | UEFA-kupa      | 1R         | SCG    | FK Partizan        | 2-4, 1-0*           | 2.0 |
| 2007/08 | UEFA-kupa      | 1R         | ITA    | Fiorentina         | 1-1*, 1-1 tiz (3-4) | 2.0 |

## Statisztika
| Eredmények 1956 óta | Eredmények 1956 óta | Eredmények 1956 óta                | Eredmények 1956 óta | Eredmények 1956 óta |
| Bajnokság           | Eredmény            | Kvalifikáció                       | KNVB Cup            | Eredmény            |
| ------------------- | ------------------- | ---------------------------------- | ------------------- | ------------------- |
| 2010-11             | 5.                  | - (elvesztett EL-selejtező)        | 2010-11             | Negyeddöntő         |
| 2009-10             | 8.                  | - (elvesztett EL-selejtező)        | 2009-10             | Nyolcaddöntő        |
| 2008-09             | 6.                  | - (elvesztett EL-selejtező)        | 2008-09             | Nyolcaddöntő        |
| 2007-08             | 7.                  | - (elvesztett UEFA-kupa-selejtező) | 2007-08             | 3. kör              |
| 2006-07             | 8.                  | UEFA-kupa                          | 2006-07             | 3. kör              |
| 2005-06             | 5.                  | UEFA-kupa                          | 2005-06             | Negyeddöntő         |
| 2004-05             | 12.                 | -                                  | 2004-05             | 2. kör              |
| 2003-04             | 13.                 | -                                  | 2003-04             | 3. kör              |
| 2002-03             | 15.                 | -                                  | 2002-03             | Negyeddöntő         |
| 2001-02             | 15.                 | -                                  | 2001-02             | Negyeddöntő         |
| 2000-01             | 14.                 | -                                  | 2000-01             | 3. kör              |
| 1999-00             | 3.                  | Eredivisie (feljutás)              | 1999-2000           | 2. kör              |
| 1998-99             | 2.                  | osztályozó: nincs feljutás         | 1998-99             | Nyolcaddöntő        |
| 1997-98             | 17.                 | Eerste Divisie (kiesés)            | 1997-98             | Nyolcaddöntő        |
| 1996-97             | 10.                 | Intertotó-kupa                     | 1996-97             | Nyolcaddöntő        |
| 1995-96             | 9.                  | Intertotó-kupa                     | 1995-96             | 2. kör              |
| 1994-95             | 13.                 | Intertotó-kupa                     | 1994-95             | 2. kör              |
| 1993-94             | 14.                 | -                                  | 1993-94             | 2. kör              |
| 1992-93             | 12.                 | -                                  | 1992-93             | Negyeddöntő         |
| 1991-92             | 5.                  | UEFA-kupa                          | 1991-92             | Nyolcaddöntő        |
| 1990-91             | 3.                  | UEFA-kupa                          | 1990-91             | Nyolcaddöntő        |
| 1989-90             | 9.                  | -                                  | 1989-90             | Nyolcaddöntő        |
| 1988-89             | 6.                  | KEK                                | 1988-89             | Döntő               |
| 1987-88             | 11th                | UEFA-kupa                          | 1987-88             | 2. kör              |
| 1986-87             | 13.                 | -                                  | 1986-87             | semi-final          |
| 1985-86             | 4.                  | UEFA-kupa                          | 1985-86             | Negyeddöntő         |
| 1984-85             | 5.                  | -                                  | 1984-85             | 1. kör              |
| 1983-84             | 7.                  | -                                  | 1983-84             | Elődöntő            |
| 1982-83             | 5.                  | UEFA-kupa                          | 1982-83             | Negyeddöntő         |
| 1981-82             | 7.                  | -                                  | 1981-82             | 2. kör              |
| 1980-81             | 15.                 | -                                  | 1980-81             | Negyeddöntő         |
| 1979-80             | 1.                  | Eredivisie (feljutás)              | 1979-80             | 1. kör              |
| 1978-79             | 2.                  | osztályozó: nincs feljutás         | 1978-79             | 1. kör              |
| 1977-78             | 6.                  | osztályozó: nincs feljutás         | 1977-78             | Nyolcaddöntő        |
| 1976-77             | 8.                  | -                                  | 1976-77             | Negyeddöntő         |
| 1975-76             | 4.                  | -                                  | 1975-76             | 1. kör              |
| 1974-75             | 2.                  | osztályozó: nincs feljutás         | 1974-75             | 2. kör              |
| 1973-74             | 18.                 | Eerste Divisie (kiesés)            | 1973-74             | Negyeddöntő         |
| 1972-73             | 13.                 | -                                  | 1972-73             | 2. kör              |
| 1971-72             | 12.                 | -                                  | 1971-72             | Nyolcaddöntő        |
| 1970-71             | 2.                  | Eredivisie (feljutás)              | 1970-71             | Negyeddöntő         |
| 1969-70             | 17.                 | Eerste Divisie (kiesés)            | 1969-70             | Elődöntő            |
| 1968-69             | 11.                 | -                                  | 1968-69             | 2. kör              |
| 1967-68             | 6.                  | -                                  | 1967-68             | Csoportkör          |
| 1966-67             | 9.                  | -                                  | 1966-67             | 1. kör              |
| 1965-66             | 6.                  | -                                  | 1965-66             | Csoportkör          |
| 1964-65             | 14.                 | -                                  | 1964-65             | 2. kör              |
| 1963-64             | 8.                  | -                                  | 1963-64             | 1. kör              |
| 1962-63             | 8.                  | -                                  | 1962-63             | Negyeddöntő         |
| 1961-62             | 13.                 | -                                  | 1961-62             | ?                   |
| 1960-61             | 6.                  | -                                  | 1960-61             | ?                   |
| 1959-60             | 1.                  | Eredivisie (feljutás)              | nem rendezték meg   | nem rendezték meg   |
| 1958-59             | 3. (B csoport)      | -                                  | 1958-59             | ?                   |
| 1957-58             | 17.                 | Eerste Divisie (kiesés)            | 1957-58             | ?                   |
| 1956-57             | 14.                 | -                                  | 1956-57             | ?                   |

## Ismertebb játékosok
| Hollandia - Raymond Atteveld (1997–99) - Foeke Booy (1987–88) - Bud Brocken (1982–85) - Joost Broerse (1997–03) - Johan de Kock (1984–87) - John de Wolf (1985–89) - Martin Drent (1992–93), (2005–07) - René Eijkelkamp (1986–90) - Dean Gorré (1995–97) - Ronald Hamming (1992–94) - Peter Hoekstra (2000–01) - Peter Houtman (1977–78), (1979–82), (1985–87) - Hugo Hovenkamp (1975–83) - Pieter Huistra (1984–86), (1996–97) - Ron Jans (1982–84) - Erwin Koeman (1978–79), (1982–85), (1994–98) - Ronald Koeman (1980–83) - Wim Koevermans (1988–90) - Jurrie Koolhof (1987–88) - Hennie Meijer (1988–93) - Johan Neeskens (1984–85) - Erik Regtop (1988–89) - Michael Reiziger (1993–94) - Arjen Robben (2000–02), (2020–21) - Harry Schellekens (1983–85) - Jan van Dijk (1975–78), (1978–92) - Sander van Gessel (1995–00) - Adri van Tiggelen (1983–86) - Piet Wildschut (1974–77) Ausztria - Rolf Landerl (2002–04) Argentína - Mariano Bombarda (1994–96), (1996–98) Brazília - Hugo (1997–05) - Luciano (2007–) - Magno Mocelin (1996–99) | Anglia - Stephen Goble (1981–84), (1985–86) - Paul Mason (1984–88) - Rob McDonald (1982–85), (1986–87) Irán - Agil Etemadi (2011-12) Marokkó - Ali Boussaboun (2001–02) Norvégia - Erik Nevland (2004–08) Macedónia - Milko Đurovski (1990–92), (1993–94) Románia - Lucian Ilie (1992–93) Szerbia - Goran Lovre (2006–10) - Dušan Tadić (2010-) Szingapúr - Fandi Ahmad (1983–85) Dél-Afrika - Glen Salmon (2002–07) Svédország - Petter Andersson (2008–) - Marcus Berg (2007–09) - Andreas Granqvist (2008–11) - Rasmus Lindgren (2005–08) - Fredrik Stenman (2007–11) Uruguay - Bruno Silva (2005–08) - Luis Suárez (2006–07) |